# Filtración (álgebra abstracta)
En matemáticas, una filtración {\displaystyle {\mathcal {F}}} es un conjunto indexado Si de subestructuras de una estructura algebraica S, recorriendo el subíndice i cierto conjunto I (el conjunto I debe ser un conjunto totalmente ordenado) y cumpliendo la condición:

{\displaystyle \forall i,j\in I:i\leq j\Rightarrow S_{i}\subseteq S_{j}}

Si el índice i es el parámetro tiempo de un proceso estocástico, entonces la filtración puede interpretarse como una representación de todo el histórico de información hasta un instante dado, y nunca incluirá información que sólo estará disponible en el futuro. Así el objeto Si irá haciéndose más informativo y complejo a medida que i crece. Definido eso, un proceso se dice adaptado a la filtración {\displaystyle {\mathcal {F}}}, si es un proceso no anticipatorio, es decir, "no puede prever el futuro".
A veces, como en una álgebra filtrada, se impone el requerimiento de que las {\displaystyle S_{i}} sean subálgebras con respecto a algunas operaciones determinadas (como por ejemplo, la suma vectorial), pero no necesariamente con respecto a otras. A veces, se asume que las filtraciones satisfarán requerimientos adicionales como que la unión de todas las {\displaystyle S_{i}} debe ser el conjunto {\displaystyle S} completo, o el que homomorfismo canónico del límite directo de las {\displaystyle S_{i}} en {\displaystyle S} sea de hecho isomorfismo.

## Ejemplos

### Álgebra

#### Grupos
En álgebra, las filtraciones usualmente se indexan mediante {\displaystyle \mathbb {N} }, el conjunto de los números naturales. Una filtración de un grupo G, es entonces una sucesión anidada Gn de subgrupos normales de G (es decir, para cualquier n se tiene Gn+1 ⊆ Gn). Nótese que este uso del término "filtración" se corresponde con la noción de "filtración descendente".
Dado un grupo G y una filtración Gn, existe una manera natural de definir una topología sobre G, "asociada" a dicha filtración. Una base para esta topología sería el conjunto de todas las traslaciones de subgrupos que aparecen en la filtración, es decir, un conjunto de G se define como abierto si es la unión de conjuntos de la forma aGn, donde a∈G y n es un número natural.
La topología asociada a una filtración sobre un grupo G hace de G un grupo topológico. La topología asociada a una filtración Gn sobre un grupo G es Hausdorff si y solo si ∩Gn = {1}.